# TSG Zduńska Wola
Die SG Freihaus war während des Zweiten Weltkriegs ein kurzlebiger Sportverein aus der Stadt Zduńska Wola (dt. Freihaus) im besetzten Polen.

## Geschichte
Zur Saison 1941/42 nahm die SG das erste Mal an der Gauliga Wartheland teil, zu diesem Zeitpunkt noch unter dem Namen TSG Zduńska Wola. Dort wurde der Verein in die Staffel 2 eingruppiert und erreichte dort am Ende der Saison den dritten Platz; mit einer ausgeglichenen Punktzahl von 6:6. In der nächsten Saison wurden die beiden Staffeln in Liga mit zehn Mannschaften zusammengefasst. Mit 12:24 Punkten konnte die Mannschaft am Ende der Saison den achten Platz erreichen und damit knapp den Abstieg verhindern. Zur Saison 1943/44 wurde der Name von Zduńska Wola in Freihaus geändert, damit wurde dann auch der Name der SG angepasst, somit trat die Mannschaft seitdem noch kurzzeitig als SG Freihaus an. Anfang 1944 zog sich die Mannschaft dann aber auch vom Spielbetrieb zurück. Spätestens nach dem Ende des Krieges und der Rückeroberung des Wartheland durch die Rote Armee wurde der Verein dann aufgelöst.